# ITF Women's Circuit Rosario 2012
L'ITF Women's Circuit Rosario 2012 è stato un torneo di tennis facente parte della categoria ITF Women's Circuit nell'ambito dell'ITF Women's Circuit 2012. Il torneo si è giocato a Rosario in Argentina dal 7 al 13 maggio 2012 su campi in terra rossa e aveva un montepremi di $25,000.

## Vincitori

### Singolare
Teliana Pereira ha battuto in finale  Mailen Auroux con il punteggio di 7–5, 7–6(7–5)

### Doppio
Teliana Pereira /  Nicole Rottmann hanno battuto in finale  Verónica Cepede Royg /  Luciana Sarmenti con il punteggio di 6–2, 7–5